# Przekładnia hydrostatyczna
Przekładnia hydrostatyczna - przekładnia składająca się z jednej lub więcej par pomp wyporowych i silników hydrostatycznych. Najczęściej są to pompy i silniki wielotłoczkowe (lecz może być też zastosowana pompa/silnik łopatkowa/łopatkowy mimośrodowa/mimośrodowy lub najmniej znana/znany pompa/silnik zębata/zębaty z regulowaną w sposób bezstopniowy objętością roboczą komory/komór), o zmiennych parametrach (wydajności jednostkowej w przypadku pomp, chłonności jednostkowej w przypadku silników).
Jeżeli choć jedna z maszyn ma zmienną wydajność, lub chłonność, to mamy do czynienia z przekładnią o zmiennym przełożeniu, w przeciwnym wypadku jest to przekładnia o stałym przełożeniu.
Wszystkie maszyny (tworzące przekładnię hydrostatyczną) mogą się mieścić w jednym (wspólnym) korpusie lub być od siebie oddalone (połączone wyłącznie hydraulicznie).

Napęd hydrostatyczny zdefiniujemy zatem jako (Napęd hydrostatyczny. Elementy, Stefan Stryczek, WNT 1990): zespół maszyn i urządzeń służący do zamiany dowolnego typu energii na energię ciśnienia akumulowaną w ciekłej substancji (ciecz hydrauliczna) jako jej nośniku oraz do ponownej zamiany tej energii na energię mechaniczną.